# Nani Azevedo
Nani Azevedo, nome artístico de Ananias da Silva Azevedo (São Paulo, 24 de maio de 1963) é um cantor brasileiro de música cristã contemporânea.

## Biografia
A música sempre fez parte da vida de Nani Azevedo desde sua infância. Em 1982, ele gravou seu primeiro LP com o grupo Nova Geração. Mas foi somente a partir da renovação do louvor nas igrejas evangélicas que Nani começou a desenvolver o seu ministério de adoração congregacional.
Inicialmente o cantor tinha um sonho antigo de gravar um álbum ao vivo. Gravou em 2002 o álbum Teus caminhos. Mas foi em fevereiro de 2006 em que ele realizou o seu desejo, gravando o disco Bendito Serei pela ainda recente gravadora Central Gospel Music., que lhe rendeu a premiação de Revelação Masculina do Troféu Talento 2007
No Troféu Talento 2008, o cantor foi premiado nas categorias Destaque e Cantor do ano, além de lançar seu álbum intitulado Excelência.
Em 2009, o cantor fez uma participação no álbum Sinais de Deus da cantora Raquel Mello, cantando a música Quero descer.
Em abril de 2013, a gravadora Central Gospel Music anunciou as gravações do novo álbum de Nani Azevedo, intitulado A Última Palavra, o qual será lançado oficialmente na Feira Internacional Cristã.
Em 2015, lança mais um disco, chamado Eu Confiarei.

## Discografia
- 2002: Teus Caminhos
- 2007: Bendito Serei
- 2008: Excelência
- 2009: Hinos Inesquecíveis
- 2010: Sou Curado
- 2011: Restauração
- 2013: A Última Palavra
- 2015: Eu Confiarei
- 2017: Sal e Luz
- 2021: Pra Quem Tem Fé

## Coletâneas
- 2012: Coletânea Nani Azevedo

## Videografia
| Ano  | DVD                 |
| ---- | ------------------- |
| 2007 | Bendito Serei       |
| 2008 | Excelência          |
| 2009 | Hinos Inesquecíveis |
| 2010 | Sou Curado          |
| 2011 | Restauração         |